# 산호세피눌라

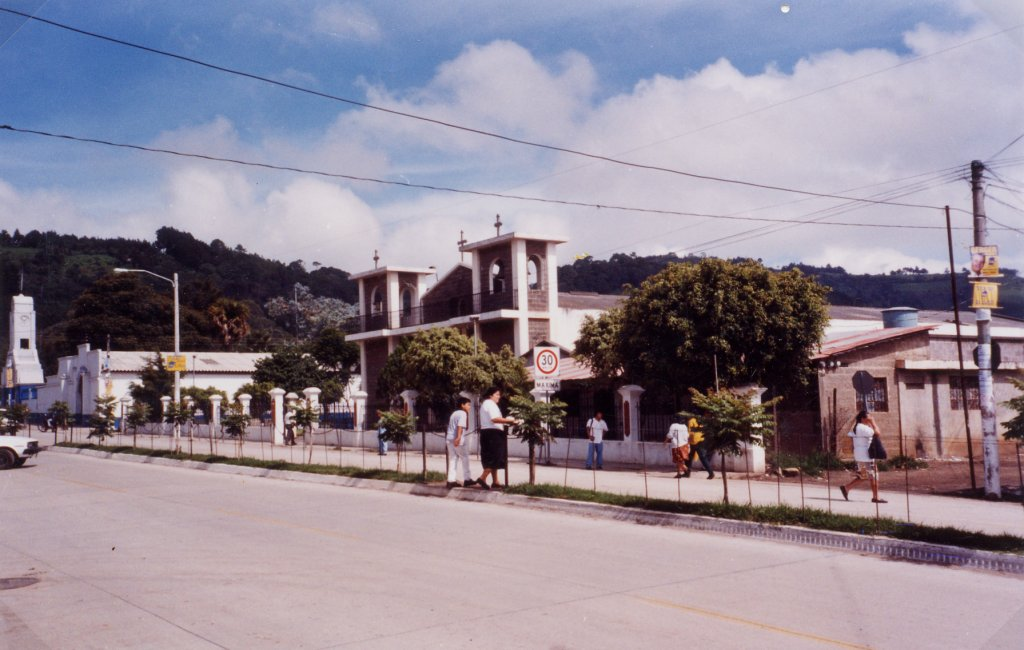

산호세피눌라(스페인어: San José Pinula)는 과테말라 과테말라주의 도시로 면적은 220km2, 인구는 47,278명(2002년 기준)이다.